# Ato Boldon
Ato Jabari (Ato) Boldon (Port of Spain, 30 december 1973) is een voormalige sprinter uit Trinidad en Tobago. Midden jaren negentig behoorde hij tot de wereldtop op de 100 en de 200 m. In 1997 liep hij de snelste 100 en 200 m op één dag (9,90 s en 19,77 s). Hij nam viermaal deel aan de Olympische Spelen en behaalde daar in totaal vier olympische medailles. Hij behoort tot de weinige atleten die zowel wereldkampioen werden bij de junioren (1992) als de senioren (1997). Zijn PR van 9,86 s op de 100 m liep hij in totaal viermaal in zijn atletiekcarrière.

## Biografie

### Jeugd en eerste succes
De in Port of Spain geboren Boldon heeft een Jamaicaanse moeder, terwijl zijn vader uit Trinidad en Tobago komt. Op veertienjarige leeftijd (december 1988) verhuisde hij van Trinidad en Tobago naar de Verenigde Staten. Op de Jamaica High School (New York) begon hij in eerste instantie met American Football. Toen zijn sprinttalent werd ontdekt door zijn toenmalige coach Joe Trupiano, schakelde hij over op atletiek. Op zijn eerste echte test bij de Queens County Championships liep hij als zestienjarige de 200 m in 21,2 en de 400 m in 48,4.
Op slechts achttienjarige leeftijd zond zijn geboorteland hem in 1992 uit naar de Olympische Spelen van Barcelona. Boldon kwam uit op de 100 en de 200 m, maar sneuvelde op beide onderdelen in de voorrondes. Slechts een maand later nam hij revanche en boekte hij zijn eerste internationale succes op het WK voor junioren in Seoel. Hij werd wereldjeugdkampioen op zowel de 100 als de 200 m. Hij was hiermee de eerste dubbelkampioen ooit op het WK voor junioren.
Als student sociologie aan de Universiteit van Californië - Los Angeles won hij de 200 m bij de NCAA-kampioenschappen in 1995. Een jaar later won hij bij de NCAA-kampioenschappen de 100 m in een kampioenschapsrecord van 9,92.

### Olympische medailles en wereldkampioen
Bij de senioren won Ato Boldon in 1995 op de wereldkampioenschappen een bronzen medaille op de 100 m. Hij werd lid van het Amerikaanse team en getraind door John Smith. Deze was ervoor verantwoordelijk, dat zijn prestaties enorm vooruit gingen. Hij trainde in die tijd met Inger Miller en Maurice Green, van wie hij al snel een vriend zou worden. Op de Olympische Spelen van 1996 in Atlanta won hij een bronzen medaille op de 100 en de 200 m. In 1997 won hij als eerste persoon van een klein Caribisch land een wereldtitel bij de senioren.
Ato Boldon veroverde in 1998 een gouden medaille op de 100 m bij de Gemenebestspelen in Kuala Lumpur. Met een tijd van 9,88, een kampioenschapsrecord, versloeg hij de Namibiër Frankie Fredericks (9,96) en Obadele Thompson uit Barbados (10,00). Dit kampioenschapsrecord is sindsdien niet meer verbeterd.
In het WK-jaar 1999 liep Boldon tweemaal 9,86 en kreeg toen te kampen met een ernstige hamstringblessure, waardoor hij niet in zijn oude vorm kon komen en dat jaar het WK in Sevilla moest laten schieten. Op de Olympische Spelen van 2000 in Sydney stond hij weer aan de start en won het zilver op de 100 m en het brons op de 200 m.
In 2001 werd hij positief getest op het stimulerende middel efedrine. Hij kreeg een waarschuwing, maar kreeg geen schorsing of sanctie, omdat dit middel in veel alledaagse medicijnen zit en Boldon door een verkoudheid geveld was. "Op geen enkele wijze kan de schuld bij de atleet gelegd worden" zei de IAAF-secretaris-generaal Istvan Gyulai na de positieve test.
Ook in 2001 op het WK in Edmonton werd hij derde op de 100 m achter de Amerikanen Maurice Greene (goud) en Bernard Williams (zilver). Als tweede loper won hij een bronzen medaille op de 4 x 100 m estafette. Deze medaille was een onverwachte. De kleur van zijn medaille werd opgewaardeerd in 2005, omdat de tijden van de Amerikaanse sprinter Tim Montgomery (die op dit WK tweede was op de 100 m en eerste op de 4 x 100 m met het Amerikaanse team) werden geschrapt uit de recordboeken vanwege doping. Hiermee behaalde Boldon in totaal 4 WK- en 4 olympische medailles.

### Auto-ongeluk en Spelen van Athene
In juli 2002 werd Ato Boldon ernstig gewond, nadat hij in Barataria werd aangereden door een dronken autobestuurder. Hierna zou hij de 100 m nooit meer binnen de 10 seconden en de 200 m binnen de 20 seconden lopen, iets wat hij voor die tijd 37 maal deed. In 2006 besliste een rechter in zijn land, dat het niet de fout van Boldon was en kreeg hij een aanzienlijke schadevergoeding uitbetaald. Aan het ongeluk hield hij een ernstige heupblessure over. Nimmer overleefde hij daarna op de 100 m de eerste ronde.
Op de Olympische Spelen van 2004 in Athene nam hij voor de vierde keer deel aan de Spelen. Individueel werd hij op de 100 m, zoals gewoonlijk, uitgeschakeld in de voorrondes. Op de 4 x 100 m estafette kwam hij nog eenmaal in de finale. Met zijn teamgenoten Nicconnor Alexander, Marc Burns en Darrel Brown verbeterde hij het nationale record naar 38,60 en werd zevende. De teams van Groot-Brittannië, de Verenigde Staten en Nigeria wonnen respectievelijk goud, zilver en brons.

### Politiek
Boldon werd op 14 februari 2006 beëdigd als een senator van van het Opposition United National Congress en volgde hiermee de afgetreden senator Roy Augustus op, die ontslag nam op 13 februari door een geschil over de stijl van leiderschap van de toenmalige oppositieleider Basdeo Panday. Boldon nam na veertien maanden als senator op 11 april 2007 ontslag, na ook problemen ondervonden te hebben met Panday.

### Televisie
Toen hij aan het WK 1999 door een ernstige blessure niet kon deelnemen, huurde de BBC hem in als verslaggever en analist voor de wereldkampioenschappen. Dit was gelijk een groot succes en hij werd in 2000 opnieuw gevraagd voor de Amerikaanse Olympische selectiewedstrijden in Sacramento. De laatste drie jaar was Ato Boldon reporter bij het Amerikaanse televisiestation CBS. Hij maakte in juni 2007 zijn debuut bij het Amerikaanse televisiestation NBC als analist van de Amerikaanse kampioenschappen en WK in Osaka, die van 25 augustus tot 2 september 2007 werden gehouden.
Ato schreef, produceerde en regisseerde in 2006 een 73 minuten durende dvd getiteld In A Lifetime: Boldon in Bahrain. Deze film is het video-dagboek van Ato Boldon over de kwalificatiewedstrijd van het nationale voetbalelftal van Trinidad en Tobago tegen Bahrein.

### Naast atletiek
In 1998 trouwde Boldon met executive/manager Cassandra Mills. In 2005 gingen ze weer uit elkaar. Hij heeft een dochter Bri (1992) van een vorige relatie. Hij heeft een tweede dochter met Neki Mohan.
In 2000 werd hij door zijn land tot sport-ambassadeur benoemd en kreeg hij een diplomatenpaspoort. Hij wordt door velen als de beste Caribische, internationaal meest bekende en meest uitgesproken atleet gezien.
In augustus 2005 behaalde Boldon zijn vliegbrevet. Hij is lid van het AOPA (Aircraft Owners and Pilot's Association) en vliegt regelmatig vanaf het Van Nuys Airport, dichtbij zijn huis in Los Angeles.

## Titels
- Wereldkampioen 200 m - 1997
- Trinidadiaans kampioen 100 m - 1993, 1994, 2004
- Trinidadiaans kampioen 100 m - 1992
- Wereldjeugdkampioen 100 m - 1992
- Wereldjeugdkampioen 200 m - 1992
- Centraal-Amerikaans en Caribisch jeugdkampioen 100 m - 1992
- Centraal-Amerikaans en Caribisch jeugdkampioen 200 m - 1992

## Persoonlijke records
Outdoor
| Onderdeel | Prestatie | Datum         | Plaats    |
| --------- | --------- | ------------- | --------- |
| 100 m     | 9,86 s    | 19 april 1998 | Walnut    |
| 200 m     | 19,77 s   | 13 juli 1997  | Stuttgart |

Indoor
| Onderdeel | Prestatie | Datum            | Plaats     |
| --------- | --------- | ---------------- | ---------- |
| 60 m      | 6,49 s    | 23 februari 1997 | Birmingham |

## Palmares

### 100 m
Kampioenschappen
- 1992:  WJK - 10,30 s
- 1995:  WK - 10,03 s
- 1996:  OS - 9,90 s
- 1997: 5e WK - 10,02 s
- 1998:  Gemenebestspelen - 9,88 s
- 1998:  Goodwill Games - 10,00 s
- 2000:  OS - 9,99 s
- 2001:  WK - 9,98 s

Golden League-podiumplekken
- 1998:  Golden Gala – 9,99 s
- 1998:  Herculis – 9,92 s
- 1998:  Memorial Van Damme – 10,08 s
- 1998:  ISTAF – 9,99 s
- 2000:  Meeting Gaz de France – 10,20 s
- 2000:  Golden Gala – 10,00 s
- 2000:  Bislett Games – 10,00 s
- 2000:  Weltklasse Zürich – 10,00 s
- 2000:  Memorial Van Damme – 10,02 s
- 2001:  Bislett Games – 9,88 s
- 2001:  Memorial Van Damme – 10,04 s

### 200 m
Kampioenschappen
- 1992:  WJK - 20,63 s
- 1996:  OS - 19,80 s
- 1997: DNF WK indoor
- 1997:  WK - 20,04 s
- 1998:  Goodwill Games - 20,15 s
- 2000:  OS - 19,80 s

Golden League-podiumplekken
- 1998:  Bislett Games – 20,23 s
- 1999:  Golden Gala – 20,14 s
- 2000:  Bislett Games – 20,26 s
- 2000:  Memorial Van Damme – 20,19 s

### 4 x 100 m estafette
- 2001:  WK - 38,58 s (NR) (initieel 3e)
- 2004: 7e OS - 38,60 s

1983 Calvin Smith ·
1987 Calvin Smith ·
1991 Michael Johnson ·
1993 Frankie Fredericks ·
1995 Michael Johnson ·
1997 Ato Boldon ·
1999 Maurice Greene ·
2001 Konstantinos Kenteris ·
2003 John Capel ·
2005 Justin Gatlin ·
2007 Tyson Gay ·
2009 Usain Bolt ·
2011 Usain Bolt ·
2013 Usain Bolt ·
2015 Usain Bolt ·
2017 Ramil Goelijev ·
2019 Noah Lyles ·
2022 Noah Lyles ·
2023 Noah Lyles